# NGC 1574
NGC 1574 è una galassia lenticolare situata nella costellazione del Reticolo, a una distanza di circa 50 milioni di anni luce dalla nostra Via Lattea.

## Scoperta
La galassia è stata scoperta il 4 dicembre 1834 dall'astronomo britannico John Herschel.

## Descrizione
NGC 1574 è stata utilizzata da Gérard de Vaucouleurs come esempio di galassia del tipo morfologico "SB0−" nel suo atlante delle galassie.

## Gruppo di NGC 1566 e Gruppo del Dorado
Secondo uno studio pubblicato nel 2005 da Kilborn et al. NGC 1574 fa parte del Gruppo di NGC 1566 che comprende almeno altre 23 galassie, tra cui NGC 1515, NGC 1522, NGC 1533, NGC 1536, NGC 1543, NGC 1546, NGC 1549, NGC 1553, NGC 1566, NGC 1574, NGC 1581, NGC 1596, NGC 1602, NGC 1617, IC 2032, IC 2038, IC 2049, IC 2058 e IC 2085. Il Gruppo di NGC 1566 a sua volta fa parte del più esteso Gruppo del Dorado.
Nel suo articolo del 1993, Garcia posiziona NGC 1574 in un più ristretto gruppo di galassie denominato Gruppo di NGC 1533. Tutte le galassie del Gruppo di NGC 1533 menzionate da Garcia sono incluse anche nel Gruppo del Dorado da Kilborn.